# Marina Salas
 (mars 2014).
Si vous disposez d'ouvrages ou d'articles de référence ou si vous connaissez des sites web de qualité traitant du thème abordé ici, merci de compléter l'article en donnant les références utiles à sa vérifiabilité et en les liant à la section « Notes et références ».
Marina Salas Rodríguez, née à Cornella de Llobregat (Barcelone) le 17 octobre 1988 , est une actrice espagnole réputée pour son rôle dans la série El Barco de Antena 3, où elle joue Vilma Llorent et pour celui de Katina dans Trois mètres au-dessus du ciel.

## Biographie
Marina Salas est la fille d'un technicien de peinture de voitures. Elle a débuté au cinéma à l'âge de 17 ans dans le film Without you, en 2006, réalisé par Ramón Masllorens dans lequel elle joue le personnage d'Alba. Elle est apparue aussi dans deux séries de la chaîne régionale de Catalogne, El cor de la cuitat et Font de la mer, qui est un long métrage réalisé par Thierry Binisti dans les années 2006 et 2007. Puis elle enchaîne, en 2007, avec le rôle de Cristina Marcos dans le feuilleton en treize épisodes, Patricia Marcos, desaparecida, interprétant le rôle de la cousine meurtrière.
Elle a également participé à d'autres séries comme Compte à rebours et The Vanishing en 2007, Mama Carlota en 2008 et Le commissaire en 2009. Marina Salas a participé aussi au téléfilm Le Pacte des 7 grossesses en 2010 et fait des apparitions sporadiques dans la série télévisée The golden girls, ainsi que dans Ange ou démon et Hôpital central en 2011. 
Pendant la saison 2011 à 2013, elle a travaillé pour la chaîne télévisée d'Antena 3, en interprétant Vilma dans la série El Barco diffusée en France sur Walooka .
Le film espagnol le plus connu en France dans lequel elle a joué est Trois mètre au-dessus du ciel réalisé en 2010.
En 2012, elle a commencé son incursion dans le théâtre. Un an après, elle a participé au court métrage Sex explicit avec Javier Perira et à Cornes. Elle participera aussi au nouveau film Pour une poignée de baisers , réalisé par David Menkes, basé sur le livre Un peu d'avril, quelque chose de mai, autour de septembre par l'une des réalisatrices Ana de Armas Martino Rivas. Elle y a un rôle secondaire. Le film est sorti au printemps 2014.
En 2015, elle joue dans la série Los Nuestros où elle retrouve Blanca Suarez. La fiction espagnole est achetée par le groupe M6 et rebaptisée les Otages du désert.
En octobre 2015, elle donne sa première interview à un média français.

## Filmographie
- 2007-2008 : Patricia Marcos, la desaparecida, Cristina Marcos, la cousine de Patricia
- 2010 : Trois Mètres au-dessus du ciel (Twilight Love)
- 2010 : Le Pacte des sept grossesses (mini-série)
- 2011 à 2013 : El Barco[1]
- 2012 : J'ai envie de toi (Twilight Love 2)
- 2015 : Carlos rey emperador[6]
- 2019: Hache (série Netflix) : Silvia Velasco